# Джонстон (Род-Айленд)
Джонстон (англ. Johnston) — город в округе Провиденс, штат Род-Айленд, США. Население по данным переписи 2010 года — 28 769 человек (11-й по количеству жителей в штате).

## География
По данным Американского бюро переписи населения, общая площадь города составляет 63,1 км², в том числе 61,3 км² — суша и 1,8 км² — водные пространства.

## Население
Согласно данным переписи населения 2000 года, в городе насчитывалось 28 195 жителей, 11 197 отдельных домашних хозяйства и 7725 семей. Плотность населения, таким образом, составляла 446,8 человек на км². Расовый состав населения города был таким: 96,66 % — белые; 0,65 % — афроамериканцы; 0,13 % — коренные американцы; 1,08 % — азиаты; 0,05 % — уроженцы островов Тихого океана; 0,55 % — представители других рас и 0,88 % — представители двух и более рас. 1,89 % населения определяли своё происхождение как испанское (латиноамериканское).
Из 11 197 домашних хозяйства на дату переписи 27,8 % имели детей; 53,9 % были женатыми парами. 26,6 % домашних хозяйств было образовано одинокими людьми, при этом в 13,2 % домохозяйств проживал одинокий человек старше 65 лет. Среднее количество людей в домашнем хозяйстве составляло 2,47; средний размер семьи — 3,02 человек.
Возрастной состав населения: 20,9 % — младше 18 лет; 6,3 % — от 18 до 24 лет; 30,0 % — от 25 до 44 лет; 23,9 % — от 45 до 64 лет и 18,9 % — 65 лет и старше. Средний возраст населения — 41 год. На каждые 100 женщин приходится 88,2 мужчин. На каждые 100 женщин в возрасте старше 18 лет — 84,9 мужчин.
Средний доход на одно домашнее хозяйство составляет $43 514; средний доход на семью — $54 837. Средний доход на душу населения — $21 440.
Динамика численности населения города по годам:
| 1930 | 1940   | 1950   | 1960   | 1970   | 1980   | 1990   | 2000   | 2010   |
| ---- | ------ | ------ | ------ | ------ | ------ | ------ | ------ | ------ |
| 9357 | 10 672 | 12 725 | 17 160 | 22 037 | 24 907 | 26 542 | 28 195 | 28 769 |

## Известные уроженцы
- Аманда Клейтон — американская актриса
- Лу Ламорелло — американский хоккейный менеджер и тренер

## Города-побратимы
- Панни, Италия